# Decodon
Decodon è un genere di pesci di acqua salata appartenenti alla famiglia Labridae.

## Habitat e Distribuzione
Provengono dall'oceano Pacifico e dall'oceano Indiano.

## Descrizione
Presentano un corpo allungato, compresso lateralmente e non particolarmente alto; la testa ha un profilo appuntito e gli occhi sono grandi. La livrea varia dal rosso rosato al giallo, le dimensioni dai 16 cm di D. pacificus ai 32 di D. puellaris. Oltre alle file di denti di dimensioni normali, presentano quattro coppie di canini decisamente sporgenti.

## Tassonomia
In questo genere sono riconosciute quattro specie:
- Decodon grandisquamis
- Decodon melasma
- Decodon pacificus
- Decodon puellaris

## Conservazione
D. melasma è classificato come "a rischio minimo" (LC) dalla lista rossa IUCN perché a parte l'occasionale pesca non è minacciato da particolari pericoli, le altre specie sono classificate come "dati insufficienti" (DD) perché non sono ancora state studiate approfonditamente.